# Petit caprice (style Offenbach)
Il Petit caprice (style Offenbach) o Petit caprice dans le style d'Offenbach (in italiano Piccolo capriccio nello stile di Offenbach) è una composizione per pianoforte di Gioachino Rossini.
Appartiene al X volume della raccolta Péchés de vieillesse, scritta dal compositore in tarda età (1857-1868), e consiste in una parodia nella quale Rossini si prende gioco del collega Jacques Offenbach, burlandosi in particolare della sua fama di iettatore.

## Storia

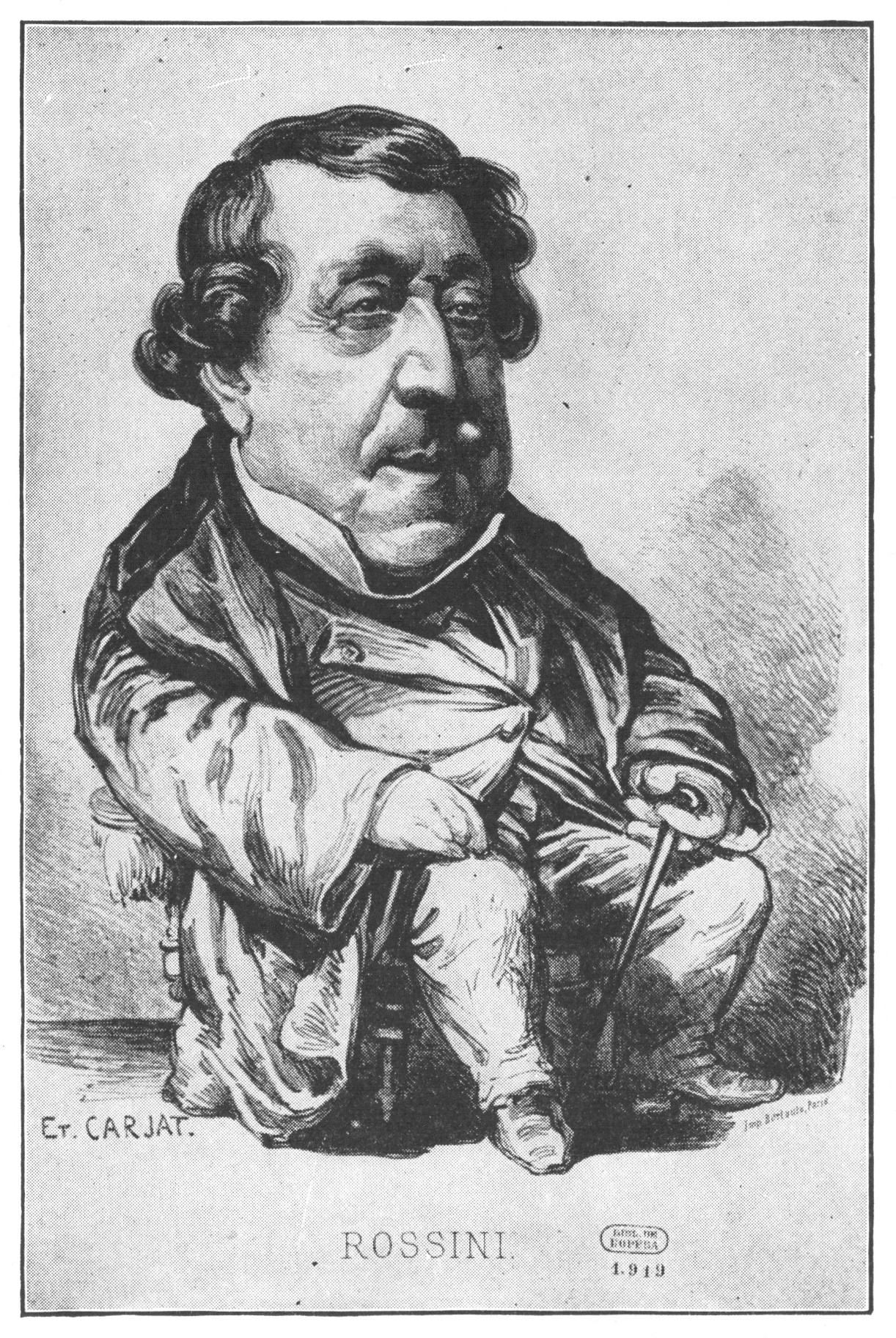
Caricatura di Rossini

Rossini stimava Offenbach, tanto da definirlo Petit Mozart des Champs-Élysées («Piccolo Mozart dei Campi Elisi»). Ma l'operettista francese nella Bella Elena aveva parodiato il terzetto Quand l'Helvétie est un champ de supplices del Guglielmo Tell, trasformandolo in un «Trio patriottico» dal titolo Lorsque la Grèce est un champ de carnage. Divertito, Rossini rispose traendo spunto da una diffusa maldicenza che bollava Offenbach come un portatore di malasorte.
Secondo la leggenda, fu un amico italiano a riferire al compositore che il collega portava male e che in sua presenza si dovevano fare le corna. Rossini avrebbe risposto che, in tal caso, si sarebbe anche dovuto suonare il pianoforte alla stessa maniera, e avrebbe subito improvvisato un brano con i soli indici e mignoli delle due mani.
La nomea che circondò Offenbach durante la vita (e che si sarebbe protratta anche dopo la morte ricadendo sui Racconti di Hoffmann) è riportata da Flaubert.
(Gustave Flaubert, Dizionario dei luoghi comuni)

## Analisi

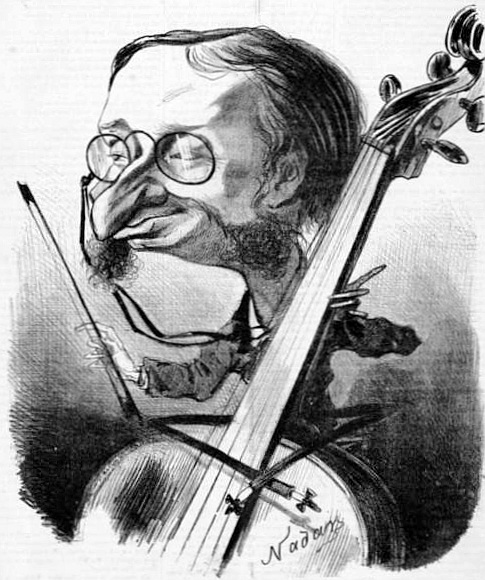
Caricatura di Offenbach

Secondo la diteggiatura raccomandata dall'autore, il tema principale del capriccio si suona con il secondo e il quinto dito della mano destra atteggiata nel gesto delle corna.
Lo schema ricorre più volte nel corso della composizione. Nella sezione introduttiva ambo le mani seguono questa diteggiatura, suonando in ottava; così anche nelle battute conclusive, quando eseguono invece due quartine di semicrome con pedale di sol.
La parodia è condotta inoltre attraverso le citazioni: la sezione iniziale è mutuata da un tema della Vie parisienne, mentre intorno alla metà del brano emerge la stilizzazione di un can can (ovvio richiamo al celeberrimo Galop infernal dell'Orfeo all'inferno).
Rossini coniuga semplicità, virtuosismo e pseudoimprovvisazione in una caricatura benevola, non rancorosa, ma senz'altro pungente e ben riuscita. Non manca chi come Macarini Carmignani ha letto nel carattere grottesco del Petit caprice - esplicito nell'indicazione di tempo Allegretto grotesco (sic) - un'anticipazione del gusto di Stravinskij.